# Solomun
Mladen Solomun (Travnik, Bòsnia i Hercegovina, 27 de desembre de 1975), més conegut amb el nom artístic de Solomun, és un punxadiscos i productor de música electrònica, guanyador de 3 DJ Awards en la categoria Deep House.